# Juan de Castro (agustino)
Juan de Castro (Toledo, 25 de enero de 1547-Madrid, 1 de agosto de 1611) fue un religioso agustino español, arzobispo de Santa Fé de Bogotá y predicador. 

## Biografía
Hijo de Martín Alonso de Castro y de Inés de Sepúlveda, familia de hidalgos, en 1565 profesó en el convento de San Agustín de Toledo.   Alumno de la Universidad de Salamanca, fue profesor de novicios en Talavera de la Reina y en el Colegio de doña María de Aragón y prior de los conventos agustinos de Madrid, Salamanca y Valladolid.  Maestro en Teología por la Universidad de Ávila, ejerció como predicador  con gran éxito.
En 1608 fue presentado por el rey Felipe III y preconizado por el papa Paulo V para ocupar el arzobispado de Santafé de Bogotá, en el Nuevo Reino de Granada; recibió la consagración y el palio arzobispal, pero su avanzada edad, su escasa salud y el haber sido nombrado predicador del rey le llevaron a renunciar el año siguiente sin haber emprendido el viaje.
Fallecido en el convento de San Felipe de Madrid en 1611 a los sesenta y cuatro años de edad, fue sepultado encima de la puerta de la sacristía, con un epitafio compuesto por Basilio Ponce de León.  
Durante las obras de reforma de 1648 su sepulcro cayó accidentalmente y se encontró su cuerpo incorrupto.
Dejó escrita una biografía de Alonso de Orozco y un libro con sus propias meditaciones y soliloquios, que nunca llegaron a publicarse.